# Lista de revistas céticas
Esta é uma  lista de revistas céticas que promovem ou praticam o ceticismo científico.
| Revista                                             | Língua    | Fundação | Editora                                                                 | Editor atual                  |
| --------------------------------------------------- | --------- | -------- | ----------------------------------------------------------------------- | ----------------------------- |
| ARIP View                                           | Inglês    | 1988     | Association for the Rational Investigation of the Paranormal (ARIP)     | D. Liknaitzky                 |
| Association for Rational Thought News               | Inglês    | 1991     | Cincinnati Skeptics                                                     |                               |
| Bay Area Skeptics Information Sheet (BASIS)         | Inglês    | 1982     | Bay Area Skeptics                                                       | (Descontinuada em 2008)       |
| CAZette                                             | Francês   | 2011     | Centre d'Analyse Zététique                                              |                               |
| El Escéptico                                        | Espanhol  | 1998     | Alternativa Racional a las Pseudociencias (ARP)                         | Felix Ares deBlas             |
| El Ojo Critico                                      | Espanhol  | 1994     | Grupo Fenix                                                             | Manuel Carballal              |
| El Ojo Escéptico                                    | Espanhol  | 1991     | CAIRP                                                                   |                               |
| Enchanted Skeptic                                   | Inglês    | 1990     | Nex Mexicans for Science                                                |                               |
| Folkvett                                            | Sueco     | 1983     | Vetenskap och Folkbildning                                              | Sven Ove Hansson              |
| Free Inquiry                                        | Inglês    | 1980     | Council for Secular Humanism                                            | Tom Flynn                     |
| Georgia Skeptic                                     | Inglês    | 1988     | Georgia Skeptics                                                        |                               |
| Grain of Salt                                       | Inglês    | 1988     | Delaware Valley Skeptics                                                |                               |
| Great Lakes Skeptics Update                         | Inglês    | 1989     | Great Lakes Skeptics                                                    |                               |
| Indian Skeptic                                      | Inglês    | 1988     | Indian CSICOP                                                           |                               |
| ISRAP Newsletter                                    | Inglês    | 1988     | Iowa Society for a Rational Approach to the Paranormal (ISRAP)          | Randy Brown                   |
| Journal of the Japan Skeptics                       | Japonês   | 1992     | Japan Skeptics                                                          |                               |
| KASES File                                          | Inglês    | 1987     | Kentucky Association of Science Educators & Skeptics (KASES)            |                               |
| La Alternativa Racional                             | Espanhol  | 1986     | Alternativa Racional a las Pseudociencias (ARP)                         | Felix Ares deBlas             |
| La Nave de los Locos                                | Espanhol  | 2000     |                                                                         | Sergio Sanchez & Diego Zuniga |
| La publication de l'Observatoire Zététique (La POZ) | Francês   | 2004     | Observatoire Zététique                                                  | Nicolas Vivant                |
| LA Raison                                           | Inglês    | 1987     | Mid-South Skeptics Association                                          |                               |
| Le Raison                                           | Inglês    | 1987     | Baton Rouge Proponents of Rational Inquiry                              | Wayne Coskrey                 |
| Le Trait d'Union                                    | Francês   | 1992     | Comité Para                                                             | Michel Soupart                |
| Los Angeles Skeptics Evaluative Report (LASER)      | Inglês    | 1985     | Los Angeles Skeptics                                                    | Al Seckel                     |
| Manifestations                                      | Inglês    | 1989     | Berkeley Skeptics                                                       |                               |
| MCRI News                                           | Inglês    | 1987     | Midwest Committee for Rational Inquiry (MCRI)                           | Robert v Valzah               |
| Minnesota Skeptics Newsletter                       | Inglês    | 1987     | Minnesota Skeptics                                                      |                               |
| National Capital Area Skeptical Eye                 | Inglês    | 1987     | National Capital Area Skeptics                                          | Helen Hester-Ossa             |
| Nederlands Tijdschrift tegen de Kwakzalverij        | Holandês  | 1881     | Vereniging tegen de Kwakzalverij                                        | Bert van Dien                 |
| Nouvelles Sceptiques                                | Francês   | 1949     | Comité Para                                                             | Olivier Mandler               |
| Phactum                                             | Inglês    | 1995     | PhACT - Philadelphia Association for Critical Thinking                  | Ray Haupt                     |
| Science et pseudo-sciences                          | Francês   | 1968     | Association française pour l'information scientifique (AFIS)            | Jean-Paul Krivine             |
| Skepter                                             | Holandês  | 1988     | Stichting Skepsis                                                       | Hans van Maanen               |
| Skeptical Intelligencer                             | Inglês    | 1997     | Association for Skeptical Enquiry                                       | Michael Heap                  |
| Skeptical Inquirer                                  | Inglês    | 1976     | Committee for Skeptical Inquiry (formerly CSICOP)                       | Kendrick Frazier              |
| Revista Skeptic (Skeptic Magazine)                  | Inglês    | 1992     | Sociedade dos Céticos                                                   | Michael Shermer               |
| Skeptiker                                           | German    | 1987     | Gesellschaft zur wissenschaftlichen Untersuchung von Parawissenschaften | Inge Hüsgen                   |
| Skeptikernytt                                       | Norueguês | 1992     | Skepsis Norge                                                           | Terje Emberland               |
| Skeptikko                                           | Finnish   | 1988     | Skepsis ry                                                              | Risto K. Järvinen             |
| The Arizona Skeptic                                 | Inglês    | 1987     | Phoenix Skeptics                                                        |                               |
| The Beacon                                          | Inglês    | 1988     | East Bay Skeptics Society                                               |                               |
| The Gateway Skeptic                                 | Inglês    | 1990     |                                                                         |                               |
| The New England Journal of Skepticism               | Inglês    | 1998     | New England Skeptical Society                                           | Steven Novella                |
| The New York Skeptic                                | Inglês    | 1988     | New York Area Skeptics                                                  |                               |
| The Skeptic                                         | Inglês    | 1981     | Australian Skeptics                                                     | Tim Mendham                   |
| The Skeptic                                         | Inglês    | 1987     | Committee for Skeptical Inquiry (formerly CSICOP)                       | Deborah Hyde                  |
| Wonder en is gheen Wonder                           | Holandês  | 2000     | SKEPP                                                                   | Pieter Van Nuffel             |